# 浅海ゆづき
浅海 ゆづき（あさみ ゆづき、1996年3月21日 - ）は、日本の女優、元グラビアアイドル。茨城県出身。KHプロモーション所属。

## 経歴
デビュー前、「2020ミス・スプラナショナル 関東大会」に出場し、ファイナリストに選ばれた。
2021年7月デビュー。デビューのきっかけは、「去年ミスコン（前述）に参加した際、そこで出会った関係者の方に今の事務所を紹介していただき、グラビアを始めました！」と述べている。
2024年11月27日発売された15枚目のイメージDVDが最後の作品となり、同年12月22日に都内で開催された発売記念イベントにて、15枚目のイメージDVDをもってグラビアから卒業し以後は「女優業をやっていきたい」と囲み取材で述べた。また、女優業に向け現在所属している事務所を退所し、新たな所属先を探すこととした。

## 人物
- 趣味は料理、散歩、旅行（国内）[1]。
- 特技はキックボクシング[1]で、19歳の夏から4年間夢中になり、アマチュアの大会に8回出場し戦績は5勝 1KO 3敗だった[6]。また、インストラクターをしていた経験もある[7]。
- グラビア界で憧れているのは、事務所の先輩にあたる佐々野愛美[8]。
- 「お尻そだてやさん」と自称し、週1〜2回ジムでお尻トレーニングをしグラビア界でも屈指の美尻を目指している[9]。

## 作品

### イメージDVD
- はじめての海 （2021年7月21日、竹書房）[10][11]
- アバンチュール（2021年10月29日、スパイスビジュアル）[12][13]
- 美ボディなカノジョ（2022年1月28日、スパイスビジュアル）[14][15]
- 恋する冒険者（2022年5月27日、竹書房）[16][17][18]
- 夏恋（2022年8月31日、スパイスビジュアル）[19][20][21]
- 甘いキスの香り（2022年10月17日、スパイスビジュアル）共演：磯部優花[22][23][24]
- Deep（2022年11月25日、エスデジタル）[25][26][27]
- あなたに会えたその日から（2023年2月24日、竹書房）[28][29][30]
- 潤肌のふれあい（2023年4月26日、スパイスビジュアル）共演：磯部優花[31][32][33]
- ローズヒップ（2023年6月28日、スパイスビジュアル）[34][35][36]
- Sweet devil（2023年9月27日、スパイスビジュアル）[37][38][39]
- 誘惑の匂い（2023年12月20日、スパイスビジュアル）[40][41][42]
- 狂うほどに愛おしく（2024年3月27日、スパイスビジュアル）[43][44][45]
- ハニートラップ（2024年6月26日、スパイスビジュアル）[46][47][48]
- ラストダンスを貴方に（2024年11月27日、スパイスビジュアル）[49][50]

## 出版

### 写真集
- yuzuki（2022年11月26日、彩文館出版、撮影：細井智燿）[51] ISBN 978-4775606575

### デジタル写真集
- Sunshine 美Body（2021年10月7日、IDOL BOOK）
- プールサイドの女神（2021年11月6日、IDOL BOOK）
- キスはおあずけ（2021年11月27日、IDOL BOOK）
- はじめてのひと（2022年1月21日、IDOL BOOK）
- カノジョは美人バレリーナ（2022年1月29日、撮影：細井智燿）
- 美人秘書のヒミツ（2022年2月22日、IDOL BOOK）
- ご奉仕してあげる（2022年3月14日、IDOL BOOK）
- 週末の朝（2022年6月9日、BEST SHOT BOOKS）
- 本命の彼女（2022年7月3日、BEST SHOT BOOKS）
- 煌めく彼女（2022年7月26日、BEST SHOT BOOKS）
- 美ボディ宣言（2022年8月9日、BEST SHOT BOOKS）
- 憧れの人（2022年9月27日、BEST SHOT BOOKS）
- 私の部屋で（2022年10月11日、BEST SHOT BOOKS）
- オトナの恋愛（2022年10月24日、BEST SHOT BOOKS）

## 出演

### ラジオ
- よゐこ有野のノーギャラジオ（2022年12月18日、MBSラジオ）[52]

### 舞台
- 『Looking for Richard（リチャード3世）』）（2024年1月9日 - 14日、ブルースクエア四谷） - アン 役
- ヘンリー6世（2025年1月21日 - 26日、ブルースクエア四谷）